# 18021 Волдмен
18021 Волдмен (18021 Waldman) — астероїд головного поясу, відкритий 13 травня 1999 року.
Тіссеранів параметр щодо Юпітера — 3,336.